# النزالة
النزالة هي قرية أمازيغية مغربية وجماعة قروية وسط غربي المغرب. تنتمي النزالة لإقليم ميدلت بجهة مكناس تافيلالت. تضم هذه الجماعة القروية 5.186 نسمة (إحصاء 2004).